# Wiersze saturnijskie

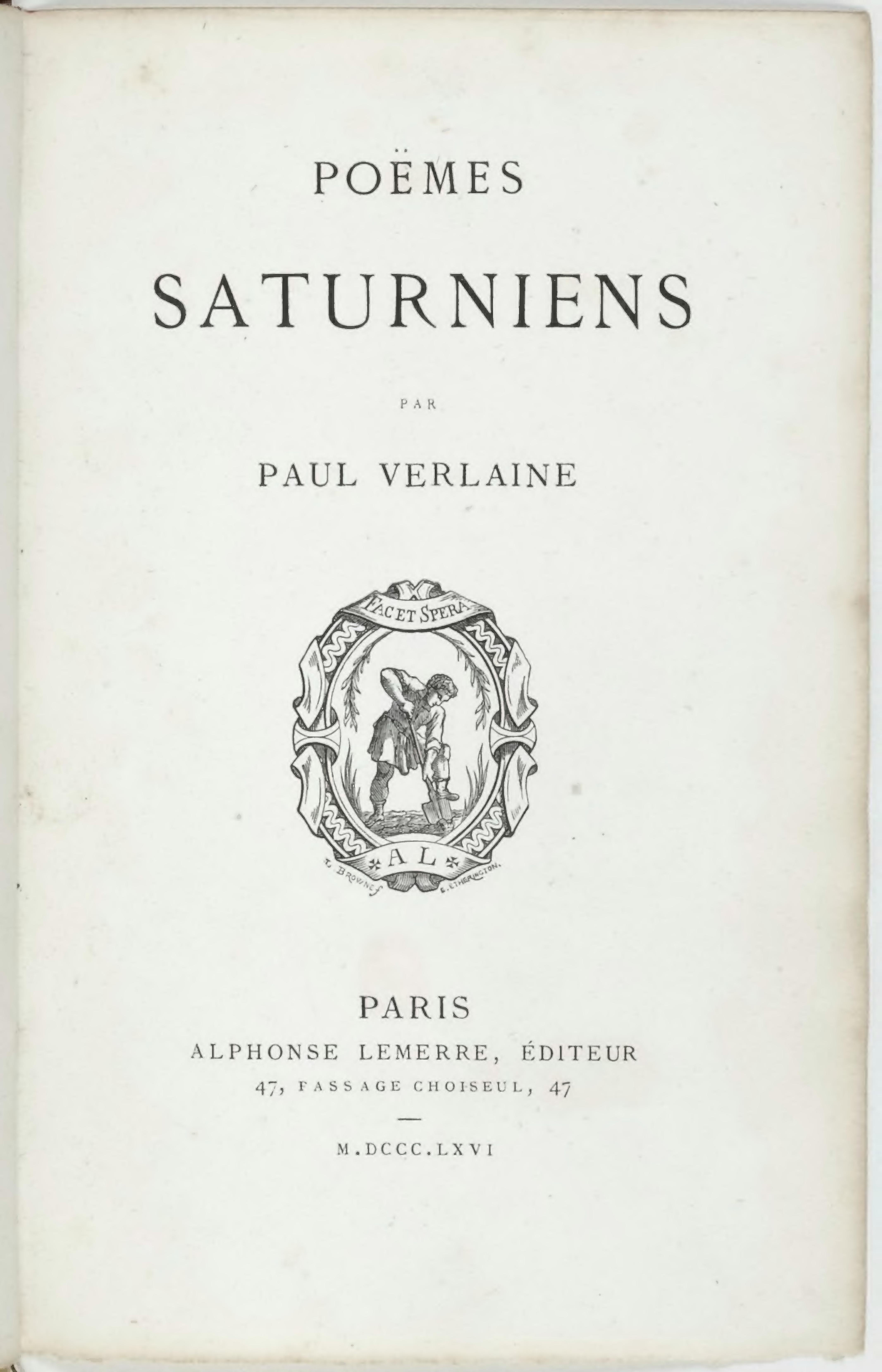
Strona tytułowa Wierszy saturnijskich Paula Verlaine’a z 1866

Wiersze saturnijskie (fr. Poèmes saturniens) – debiutancki tomik wierszy francuskiego poety Paula Verlaine’a, opublikowany w 1866, będący jednym z jego najważniejszych dzieł i wytyczający kierunek rozwoju poezji francuskiej w 2 połowie XIX wieku. Zbiorek dzieli się na cykle Melancholia, Eaux-fortes, Paysages tristes i Caprices. W tomiku znalazł się najbardziej znany utwór poety, Chanson d’automne (Pieśń jesienna). Wiele wierszy z omawianego tomiku zostało przełożonych na język  polski, niekiedy wielokrotnie.